# Jacob Brown (calciatore)
Jacob Samuel Brown (Halifax, 10 aprile 1998) è un calciatore scozzese, attaccante del Luton Town.

## Biografia
Nato in Inghilterra, sua madre è scozzese.

## Carriera

### Club
Cresciuto con Sheffield Weds e Guiseley, nel 2015 si trasferisce al Barnsley, con cui esordisce in prima squadra il 22 ottobre 2016, nella partita di campionato vinta per 0-2 contro il Brentford. Il 31 gennaio 2018 si trasferisce in prestito al Chesterfield; rientrato ai Tykes, si impone come titolare nel ruolo, rinnovando più volte il contratto e conquistando subito la promozione in Championship.
Il 9 settembre 2020 viene acquistato dallo Stoke City.

### Nazionale
Il 2 novembre 2021 riceve la sua prima convocazione da parte della Scozia, con cui esordisce 10 giorni dopo subentrando nel finale della sfida vinta 0-2 contro la Moldavia.

## Statistiche

### Presenze e reti nei club
Statistiche aggiornate al 25 aprile 2025.
| Stagione            | Squadra           | Campionato        | Campionato | Campionato | Coppe nazionali | Coppe nazionali | Coppe nazionali | Coppe continentali | Coppe continentali | Coppe continentali | Altre coppe | Altre coppe | Altre coppe | Totale | Totale |
| Stagione            | Squadra           | Comp              | Pres       | Reti       | Comp            | Pres            | Reti            | Comp               | Pres               | Reti               | Comp        | Pres        | Reti        | Pres   | Reti   |
| ------------------- | ----------------- | ----------------- | ---------- | ---------- | --------------- | --------------- | --------------- | ------------------ | ------------------ | ------------------ | ----------- | ----------- | ----------- | ------ | ------ |
| 2016-2017           | Barnsley          | FLC               | 2          | 0          | FACup+CdL       | 0+0             | 0               | -                  | -                  | -                  | -           | -           | -           | 2      | 0      |
| 2017-gen. 2018      | Barnsley          | FLC               | 0          | 0          | FACup+CdL       | 0+0             | 0               | -                  | -                  | -                  | -           | -           | -           | 0      | 0      |
| gen.-giu. 2018      | Chesterfield      | FL2               | 13         | 0          | FACup+CdL       | -               | -               | -                  | -                  | -                  | EFLT        | -           | -           | 13     | 0      |
| 2018-2019           | Barnsley          | FL1               | 32         | 8          | FACup+CdL       | 2+0             | 0               | -                  | -                  | -                  | EFLT        | 4           | 0           | 38     | 8      |
| 2019-2020           | Barnsley          | FLC               | 40         | 3          | FACup+CdL       | 2+0             | 1+0             | -                  | -                  | -                  | -           | -           | -           | 42     | 4      |
| Totale Barnsley     | Totale Barnsley   | Totale Barnsley   | 74         | 11         |                 | 4               | 1               |                    | -                  | -                  |             | 4           | 0           | 82     | 12     |
| 2020-2021           | Stoke City        | FLC               | 41         | 5          | FACup+CdL       | 1+4             | 0+1             | -                  | -                  | -                  | -           | -           | -           | 46     | 6      |
| 2021-2022           | Stoke City        | FLC               | 45         | 13         | FACup+CdL       | 3+4             | 1+0             | -                  | -                  | -                  | -           | -           | -           | 52     | 14     |
| 2022-2023           | Stoke City        | FLC               | 38         | 7          | FACup+CdL       | 3+1             | 2+0             | -                  | -                  | -                  | -           | -           | -           | 42     | 9      |
| giu.-ago. 2023      | Stoke City        | FLC               | 1          | 1          | CdL             | 0               | 0               | -                  | -                  | -                  | -           | -           | -           | 1      | 1      |
| Totale Stoke City   | Totale Stoke City | Totale Stoke City | 125        | 26         |                 | 16              | 4               |                    | -                  | -                  |             | -           | -           | 141    | 30     |
| ago. 2023-giu. 2024 | Luton Town        | PL                | 19         | 2          | FACup+CdL       | 1+2             | 0+1             | -                  | -                  | -                  | -           | -           | -           | 22     | 3      |
| 2024-2025           | Luton Town        | FLC               | 29         | 4          | FACup+CdL       | 1+0             | 0               | -                  | -                  | -                  | -           | -           | -           | 30     | 4      |
| Totale Luton Town   | Totale Luton Town | Totale Luton Town | 48         | 6          |                 | 4               | 1               |                    | -                  | -                  |             | -           | -           | 52     | 7      |
| Totale carriera     | Totale carriera   | Totale carriera   | 260        | 43         |                 | 24              | 6               |                    | -                  | -                  |             | 4           | 0           | 288    | 49     |

### Cronologia presenze e reti in nazionale
| Cronologia completa delle presenze e delle reti in nazionale ― Scozia | Cronologia completa delle presenze e delle reti in nazionale ― Scozia | Cronologia completa delle presenze e delle reti in nazionale ― Scozia | Cronologia completa delle presenze e delle reti in nazionale ― Scozia | Cronologia completa delle presenze e delle reti in nazionale ― Scozia | Cronologia completa delle presenze e delle reti in nazionale ― Scozia | Cronologia completa delle presenze e delle reti in nazionale ― Scozia | Cronologia completa delle presenze e delle reti in nazionale ― Scozia |
| Data                                                                  | Città                                                                 | In casa                                                               | Risultato                                                             | Ospiti                                                                | Competizione                                                          | Reti                                                                  | Note                                                                  |
| --------------------------------------------------------------------- | --------------------------------------------------------------------- | --------------------------------------------------------------------- | --------------------------------------------------------------------- | --------------------------------------------------------------------- | --------------------------------------------------------------------- | --------------------------------------------------------------------- | --------------------------------------------------------------------- |
| 12-11-2021                                                            | Chișinău                                                              | Moldavia                                                              | 0 – 2                                                                 | Scozia                                                                | Qual. Mondiali 2022                                                   | -                                                                     | 85’                                                                   |
| 24-3-2022                                                             | Glasgow                                                               | Scozia                                                                | 1 – 1                                                                 | Polonia                                                               | Amichevole                                                            | -                                                                     | 90+3’                                                                 |
| 8-6-2022                                                              | Glasgow                                                               | Scozia                                                                | 2 – 0                                                                 | Armenia                                                               | UEFA Nations League 2022-2023 - 1º turno                              | -                                                                     | 87’                                                                   |
| 11-6-2022                                                             | Dublino                                                               | Irlanda                                                               | 3 – 0                                                                 | Scozia                                                                | UEFA Nations League 2022-2023 - 1º turno                              | -                                                                     | 59’                                                                   |
| 14-6-2022                                                             | Erevan                                                                | Armenia                                                               | 1 – 4                                                                 | Scozia                                                                | UEFA Nations League 2022-2023 - 1º turno                              | -                                                                     | 74’                                                                   |
| 16-11-2022                                                            | Diyarbakır                                                            | Turchia                                                               | 2 – 1                                                                 | Scozia                                                                | Amichevole                                                            | -                                                                     | 79’                                                                   |
| 17-10-2023                                                            | Villeneuve d'Ascq                                                     | Francia                                                               | 4 – 1                                                                 | Scozia                                                                | Amichevole                                                            | -                                                                     | 65’                                                                   |
| 19-11-2023                                                            | Glasgow                                                               | Scozia                                                                | 3 – 3                                                                 | Norvegia                                                              | Qual. Euro 2024                                                       | -                                                                     | 70’                                                                   |
| Totale                                                                |                                                                       | Presenze                                                              | 8                                                                     |                                                                       | Reti                                                                  | 0                                                                     |                                                                       |